# COVETEL
La Corporación Venezolana de Telecomunicaciones S.A. (también llamado por su acrónimo COVETEL) es un conglomerado venezolano de medios de comunicación y de entretenimiento, propiedad gubernamental por medio del Ministerio del Poder Popular para la Comunicación y la Información.
COVETEL, es responsable del manejo de las plantas televisivas ViVe, de programación educativa; 123TV, de programación infantil y Alba TV, de programación comunitaria (al igual que el resto de medios de comunicación propiedad del Estado venezolano). Este último cerró sus emisiones a inicios del 2023.

## Historia
Fue creada el 5 de octubre de 2003 mediante registro mercantil y publicación en la Gaceta Oficial, teniendo su sede en el cuarto piso del edificio sede de la Biblioteca Nacional de Venezuela. La empresa está dirigida por el presidente Jorge Amorin desde el 4 de julio de 2018, mediante resolución del Ministerio de Comunicaciones.